# Albert Michael Koeniger
Albert Michael Koeniger (ur. 23 lutego 1874 w Lauingen, zm. 29 sierpnia 1950 w Augsburgu) – niemiecki duchowny katolicki, historyk Kościoła i profesor w Bambergu, Braniewie i Bonn.

## Życiorys
Po ukończeniu studiów teologicznych otrzymał w 1899 święcenia kapłańskie w Augsburgu. Po dwóch latach posługi duszpasterskiej rozpoczął w 1901 studia historii Kościoła i historii prawa kościelnego w Monachium, Wiedniu i Würzburgu. W 1904 roku Albert Koeniger uzyskał stopień doktora teologii, w 1907 roku uzyskał habilitację w zakresie historii Kościoła na Uniwersytecie w Monachium. W 1911 roku został mianowany profesorem nadzwyczajnym w Bambergu, w 1918 został profesorem zwyczajnym w Liceum Hosianum w Braniewie. Od 1919 do jego odejścia z urzędu w 1939 roku był profesorem prawa kanonicznego i historii Kościoła Katolicko-Teologicznego Wydziału Uniwersytetu w Bonn. Od 1929 roku rozpoczął się konflikt z wydziałem, od 1933 roku nie uczestniczył w posiedzeniach wydziału i w listopadzie tego roku, jako jedyny wykładowca wydziału, wstąpił do Narodowosocjalistycznego Związku Nauczycieli (Nationalsozialistischer Lehrerbund). Jego działalność badawcza obejmowała historię prawa kanonicznego, z uwzględnieniem symboliki prawicowej oraz prawo kościelne i konkordatowe.
W 1930 roku habilitował się pod jego kierunkiem Hansa Bariona, którego potem, w 1939 roku, polecił jako swego następcę w Wydziale Katolicko-Teologicznym w Bonn.